# Guasca (música)
La guasca es un género musical tradicional originario de los departamentos colombianos de Antioquia y el Eje cafetero. Se caracteriza por su estilo campesino, rítmico y festivo, con letras simples, humorísticas o de doble sentido. Ha sido una forma de expresión popular en contextos rurales, especialmente entre la población paisa.

## Orígenes e influencias
La influencia mexicana en la música guasca es determinante. Durante la Época de Oro del cine mexicano (1930-1950), se popularizaron en Colombia géneros como la ranchera, el corrido, el huapango, la norteña y la banda. Estos sonidos llegaron a través del cine, la radio y discos de vinilo que circulaban por los ferrocarriles en Antioquia.
Los campesinos de la región comenzaron a adaptar estos estilos, fusionándolos con ritmos locales como el bambuco, el pasillo y el joropo. El resultado fue un nuevo estilo musical conocido como guasca, que a futuro evolucionaría al género llamado carrilera o guasca-carrilera, por su asociación con la vida ferroviaria.

## Características
La guasca tiene una estructura musical sencilla y repetitiva, con melodías pegajosas y ritmos bailables. Las letras suelen ser humorísticas, pícaras o costumbristas, con uso frecuente de lenguaje coloquial e incluso vulgar, aceptado dentro del contexto festivo y popular.
Este género expresa aspectos de la vida rural antioqueña: el trabajo del campo, el machismo, la violencia interpersonal, el amor y el desamor, entre otros. Funciona como una vía de catarsis para las comunidades campesinas, y es común en celebraciones, cantinas y festividades locales.

## Relevancia cultural
El municipio de Betania, en Antioquia, se reconoce como la "capital de la música guasca" en Colombia. Allí se realiza anualmente un festival dedicado al género, que reúne a intérpretes y agrupaciones de todo el país.
Estudiosos como el doctor Alberto Burgos Herrera han documentado el origen y la evolución de la música guasca, resaltando su raíz campesina y la influencia mexicana en su desarrollo.

## Principales exponentes
Uno de los exponentes más representativos es el maestro Octavio Mesa, admirado por artistas como Juanes, quien ha reconocido su influencia en canciones como La camisa negra y La paga, que incorporan elementos de guasca.
Otros intérpretes destacados del género incluyen:
- Gildardo Montoya
- Darío Gómez
- Libardo Álvarez
- José A. Bedoya y su conjunto
- Arturo Ruiz del Castillo
- Joaquín Bedoya
- Juan Ibarra y Los Chucureños
- Luis Carlos Jaramillo
- David Correa

Durante las décadas de 1940 a 1980 también destacaron agrupaciones como:
- Las Gaviotas
- Las Estrellitas
- Evelio y Virgelina
- El Dueto América
- Rómulo Caicedo
- Las Hermanitas Calle

En la actualidad, duetos como "Las Alondras" y "Las Jefas del Despecho" mantienen viva la tradición guascarrilera.